# Mindent egy lapra
A Mindent egy lapra (eredeti cím: Hustle) 2022-ben bemutatott amerikai sport-filmdráma Jeremiah Zagar rendezésében. A forgatókönyvet Taylor Materne és Will Fetters írták. A főszerepben Adam Sandler, Juancho Hernangómez, Anthony Edwards, Queen Latifah, Ben Foster és Robert Duvall látható. A film producere Sandler és LeBron James.
A filmet 2022. június 3-án mutatta be a Netflix. A film kedvező véleményeket kapott a kritikusoktól, különösen Sandler alakítását dicsérték, aki karrierje eddigi legjobb kritikáit kapta.

## Cselekmény
Egy kosárlabda megfigyelő Spanyolországban felfedez egy kiemelkedő streetball-játékost, akiben látja a lehetőséget, hogy bekerüljön az NBA-be.

## Szereplők
| Szerep                                                  | Színész             | Magyar hang     |
| ------------------------------------------------------- | ------------------- | --------------- |
| Stanley Sugerman, a 76ers játékosmegfigyelője és edzője | Adam Sandler        | Csőre Gábor     |
| Teresa Sugerman, Stanley felesége                       | Queen Latifah       | Kocsis Mariann  |
| Vince Merrick, Rex fia és a 76ers társtulajdonosa       | Ben Foster          | Zámbori Soma    |
| Bo Cruz, Stanley spanyol kosárlabdázó újonca            | Juancho Hernangómez | Gacsal Ádám     |
| Rex Merrick, Vince édesapja és a 76ers tulajdonosa      | Robert Duvall       | Barbinek Péter  |
| Alex Sugerman, Stanley lánya                            | Jordan Hull         | Engel-Iván Lili |
| Kat Merrick, Rex lánya                                  | Heidi Gardner       |                 |
| Paola Cruz, Bo édesanyja                                | María Botto         | Sági Tímea      |
| Lucia Cruz, Bo lánya                                    | Ainhoa Pillet       |                 |
| Kermit Wilts, egy játékos és Bo riválisa                | Anthony Edwards     | Baráth István   |
| Leon Rich, sportügynök és Stanley barátja               | Kenny Smith         | Törköly Levente |
| Önmaga                                                  | Fat Joe             |                 |
| Blake                                                   | Jaleel White        |                 |

Számos jelenlegi és korábbi NBA-játékos és edző alakítja saját magát vagy más karaktereket: Trae Young, Jordan Clarkson, Khris Middleton, Aaron Gordon, Kyle Lowry, Seth Curry, Luka Dončić, Tobias Harris, Tyrese Maxey, Matisse Thybulle, Aaron McKie, Julius Erving, Charles Barkley, Shaquille O’Neal, Allen Iverson, Dirk Nowitzki, Brad Stevens, Doc Rivers, Dave Joerger, Sergio Scariolo, José Calderón, Leandro Barbosa, Álex Abrines és Maurice Cheeks alakítják magukat, míg Boban Marjanović a "nagy szerbet", Moritz Wagner pedig a német "Haast". A streetball legendák, Grayson "A professzor" Boucher, Larry "Csontszedő" Williams és Waliyy "Main Event" Dixon is feltűnnek. A spanyol válogatott játékosok is szerepelnek: Felipe Reyes, Piere Oriola és Juancho testvére, Willy Hernangómez.

## A film készítése
2020 májusában Adam Sandler csatlakozott a film szereplőgárdájához. A filmet Jeremiah Zagar rendezte Taylor Materne és Will Fetters forgatókönyve alapján, forgalmazója a Netflix. Sandler látta Zagar 2018-ban bemutatott Mi, állatok című elbeszélő játékfilmjét, és megkérte, hogy nézzen bele a Mindent egy lapra forgatókönyvébe. Zagar eleinte hezitált, majd a kosárlabda filmes formában történő forgatásának ötlete lenyűgözte, és aláírt a projekthez.
2020 szeptemberében Queen Latifah bejelentette, hogy csatlakozott a filmhez. 2020 októberében Robert Duvall, Ben Foster, Juancho Hernangómez, Jordan Hull, María Botto, Ainhoa Pillet, Kenny Smith és Kyle Lowry csatlakozott a stábhoz.
A forgatás 2020 októberében kezdődött Philadelphiában, majd a pennsylvaniai Coatesville Area High Schoolban folytatódott. Több jelenetet forgattak Philadelphia belvárosában, többek között a Market Streeten, az olasz piacon, Manayunkban és Dél-Philadelphiában. A további forgatásokat a New Jersey állambeli Camdenben végezték.

## Fogadtatás
A Rotten Tomatoes honlapján 92%-ot ért el 116 kritika alapján, és 7 pontot szerzett a tízből. A Metacritic-en 68 pontot szerzett a százból, 40 kritika alapján.